# Oceanul Iapetus
```
Oceanul Iapetus
 a fost un 
ocean
 care a existat în 
emisfera sudică
 , între 
paleocontinentele
 Baltica , 
Laurentia
 și 
Avalonia
. Oceanul acesta a existat în vremea 
neoproterozoică târzie
 și era 
paleozoică timpurie
 , în intervalul geologic (600-400 de milioane de ani în urmă).Oceanul Iapetus a dispărut prin orogenezele 
Acadianului
 , 
Caledonianului
 și 
Tactonicului
 care s-au ciocnit formând supercontinentul 
Euramerica
.
Oceanul 
sudic
 Iapetus a fost propus să se închidă cu orogenezele 
Famatinianului
 și a 
Taconicului
 , formând vestul 
Gondwanei
 și Laurentia.
Fiind poziționat între masele continentale , într-un fel , avea coastele opuse a 
Oceanului Atlantic
.
```

## Originea numelui
```
Oceanul Iapetus a fost numit special pentru 
titanicul Iapetus
 , însemnând că în 
mitologia greacă
 a fost tatăl lui 
Atlas
 , iar după un interval de timp numindu-se 
Oceanul Atlantic
.
```

## Istorie
Articolul Principal: Descoperire